# Oberamt Oberndorf

Karte der württembergischen Oberämter, Stand 1926

Das Oberamt Oberndorf war ein Verwaltungsbezirk im Südwesten Württembergs (auf beigefügter Karte # 40), der 1934 in Kreis Oberndorf umbenannt und 1938 aufgelöst wurde, wobei seine Gemeinden den Landkreisen Rottweil und Freudenstadt zufielen. Allgemeine Bemerkungen zu den württembergischen Oberämtern siehe Oberamt (Württemberg).

## Geschichte

Oberamt Oberndorf, Gebietsstand 1813, mit den früheren Herrschafts- und Ämtergrenzen
Legende

Nachdem 1810 ein Teil des württembergischen Oberamts Hornberg an Baden abgetreten worden war, entstand das Oberamt Oberndorf aus dem bei Württemberg verbliebenen Rest (Unteramt Schramberg), dem nördlichen Teil des Oberamts Rottweil (mit der Stadt Oberndorf) sowie einem Teil des aufgelösten Oberamts Alpirsbach. Nachbarn des von 1818 bis 1924 dem Schwarzwaldkreis zugeordneten Bezirks waren die württembergischen Oberämter Freudenstadt, Sulz, Rottweil sowie das Großherzogtum Baden.

### Ehemalige Herrschaften
1813, nach Abschluss der Gebietsreform, setzte sich der Bezirk aus Bestandteilen zusammen, die im Jahr 1800 zu folgenden Herrschaften gehört hatten:
- Herzogtum Württemberg
  - Oberamt Hornberg: Sulgau;
  - Oberamt Sulz: Fluorn, sowie die als Teil des Kammerschreibereiguts Marschalkenzimmern mitverwalteten Ramstein, Butschhof und Wenthof;
  - Klosteramt Alpirsbach: Alpirsbach, Bach und Altenberg, Betzweiler, Ehlenbogen, Peterzell, Reutin, Römlinsdorf, Rötenbach, Rötenberg, Vierundzwanzig Höfe.
- Vorderösterreich
Zur Grafschaft Hohenberg zählten Oberndorf, Altoberndorf, Beffendorf, Bochingen und Waldmössingen. Unter österreichischer Landeshoheit stand die Herrschaft Schramberg der Reichsgrafen von Bissingen-Nippenburg mit den Orten Schramberg, Aichhalden, Hardt, Lauterbach, Mariazell und Sulgen.
- Reichsstadt Rottweil
 Epfendorf, Hochmössingen, Seedorf, Winzeln.
- Reichsritterschaft
Beim Ritterkanton Neckar-Schwarzwald der schwäbischen Ritterschaft war die Herrschaft Harthausen (Freiherr vom Stain zum Rechtenstein) immatrikuliert.

## Gemeinden

### Einwohnerzahlen 1867
Folgende Gemeinden waren 1867 dem Oberamt Oberndorf unterstellt:
| Nr. | frühere Gemeinde    | Einwohner | heutige Gemeinde    |
| --- | ------------------- | --------- | ------------------- |
| 1   | Oberndorf           | 2059      | Oberndorf am Neckar |
| 2   | Aichhalden          | 1488      | Aichhalden          |
| 3   | Alpirsbach          | 1202      | Alpirsbach          |
| 4   | Altoberndorf        | 405       | Oberndorf am Neckar |
| 5   | Bach und Altenberg  | 241       | Aichhalden          |
| 6   | Beffendorf          | 514       | Oberndorf am Neckar |
| 7   | Betzweiler          | 481       | Loßburg             |
| 8   | Bochingen           | 695       | Oberndorf am Neckar |
| 9   | Ehlenbogen          | 267       | Alpirsbach          |
| 10  | Epfendorf           | 1054      | Epfendorf           |
| 11  | Fluorn              | 991       | Fluorn-Winzeln      |
| 12  | Hardt               | 557       | Hardt               |
| 13  | Harthausen          | 358       | Epfendorf           |
| 14  | Hochmössingen       | 650       | Oberndorf am Neckar |
| 15  | Lauterbach          | 1721      | Lauterbach          |
| 16  | Mariazell           | 652       | Eschbronn           |
| 17  | Peterzell           | 509       | Alpirsbach          |
| 18  | Reuthin1            | 338       | Alpirsbach          |
| 19  | Römlinsdorf         | 346       | Alpirsbach          |
| 20  | Röthenbach2         | 567       | Alpirsbach          |
| 21  | Rötenberg           | 833       | Aichhalden          |
| 22  | Schramberg          | 3127      | Schramberg          |
| 23  | Seedorf             | 907       | Dunningen           |
| 24  | Sulgau              | 361       | Schramberg          |
| 25  | Sulgen              | 911       | Schramberg          |
| 26  | Vierundzwanzig Höfe | 416       | Loßburg             |
| 27  | Waldmössingen       | 852       | Schramberg          |
| 28  | Winzeln             | 969       | Fluorn-Winzeln      |
|     | Summe               | 23471     |                     |

### Änderungen im Gemeindebestand seit 1813

Gemeinden und Markungen um 1860

Nachdem die Verfassung von 1819 die Grundlage für die kommunale Selbstverwaltung bereitet hatte, konstituierten sich aus den Gerichtssprengeln des früheren Klosteramts Alpirsbach, den „Stäben“, die Gemeinden im heutigen Sinne:
- aus dem Stab Peterzell die Gemeinden Peterzell, Reutin und Römlinsdorf;
- aus dem Stab Rötenberg die Gemeinden Rötenberg und Baach, das spätere Bach und Altenberg;
- aus dem Stab Ehlenbogen die Gemeinden Ehlenbogen und Achtzehn Höfe. Zu letzterer gehörten auch die früher dem Peterzeller Stab unterstellten Fünf Höfe. 1831 änderte die Gemeinde ihren Namen in Vierundzwanzig Höfe.

1839 wurde Hardt von Mariazell getrennt und zur selbständigen Gemeinde erhoben.
Um 1850 wurde Ramstein von Epfendorf nach Harthausen umgemeindet.
1866 wurde Reichenbächle von Rötenbach nach Lauterbach umgemeindet.
1867 erhielt Schramberg das Stadtrecht.
1869 erhielt Alpirsbach das Stadtrecht.
1934 wurde Sulgau nach Sulgen eingemeindet.
1938 wurde Rötenbach nach Alpirsbach eingemeindet.

## Amtsvorsteher
- 1810–1814: Christian Friedrich Klett (1768–1826)
- 1814–1822: Marquard Albert Daub (1782–?)
- 1822–1837: Ludwig von Pfeiffer (1790–1854)
- 1837–1843: Carl Theodor Friedrich von Lang (1801–?)
- 1843–1852: Johannes von Dettinger (1801–1866)
- 1852–1858: August Maier (1819–1882)
- 1858–1871: Wilhelm Schubart (1808–1884)
- 1871–1877: Adolf Eduard Löflund (1832–1892)
- 1877–1885: Wilhelm Vogt (1836–1903)
- 1885–1889: Franz Ruisinger (1839–1915)
- 1889–1905: Otto Schwend (1841–1906)
- 1905–1929: Camillo Hailer (1862–1931)
- 1930–1933: Hermann Reihling (1892–1949)
- 1934–1936: Robert Molfenter (1901–?)
- 1936–1938: Eduard Quintenz (1888–1977)